# Arnold Gingrich
Arnold Gingrich (Grand Rapids, 5 dicembre 1903 – Ridgewood, 9 luglio 1976) è stato un critico letterario e giornalista statunitense.
È stato il cofondatore, insieme a David A. Smart, e il direttore della rivista statunitense Esquire. Creò la rivista nel 1933 e rimase alla sua guida fino al 1961.
Pubblicò gli scritti di autori del calibro di Ernest Hemingway, William Faulkner, John Steinbeck, Thomas Wolfe, John Dos Passos, Garry Wills, Truman Capote e Norman Mailer e fu uno dei pochi direttori di riviste a pubblicare regolarmente i racconti di Francis Scott Fitzgerald verso la fine degli anni trenta, tra i quali la serie con Pat Hobby come protagonista. Pubblicò anche alcuni racconti di Jack Woodford, del quale era diventato amico negli anni venti quando avevano lavorato insieme in un'agenzia di pubblicità. Scrisse l'introduzione per il celebre testo di Woodford sull'arte della scrittura e della pubblicazione Trial and Error.
Il nome della sua rivista, Esquire, fu scelto dopo che Gingrich aveva ricevuto una lettera indirizzata a "Arnold Gingrich, Esq." ("Esquire" significa "scudiero" o "nobiluomo" formula già all'epoca desueta che aveva divertito il giornalista). La rivista fissò il formato standard per le riviste rivolte ad un pubblico maschile.
Era un grande appassionato della pesca alla mosca e la leggenda vuole che leggesse ogni anno il libro The Compleat Angler (It. Il pescatore perfetto) di Izaak Walton. Nel 1974 scrisse a sua volta un libro su questo sport intitolato The Fishing in Print.